# Vuelo 217 de Aeroflot
El vuelo 217 de Aeroflot era un vuelo internacional no regular de pasajeros desde el aeropuerto de Orly en París (Francia) al aeropuerto Internacional de Sheremetyevo en Moscú (Unión Soviética), con escala en el aeropuerto de Shosseynaya (ahora aeropuerto de Pulkovo) en Leningrado (ahora San Petersburgo). El 13 de octubre de 1972, el avión de pasajeros Ilyushin Il-62 que operaba el vuelo se estrelló en la aproximación a Sheremetyevo, con la pérdida de los 164 pasajeros y la tripulación de 10. Las muertes incluyen a 118 rusos, 38 chilenos, 6 argelinos, un alemán oriental y un australiano.
En la actualidad el accidente sigue siendo el segundo más letal que involucra a un Il-62, después del vuelo 5055 de LOT, y el segundo más letal en suelo ruso, después del vuelo 3352 de Aeroflot.
Fue el desastre aéreo más grave de 1972. De hecho, fue el desastre aéreo más mortífero de la historia hasta que fue superado por el desastre aéreo de Kano en 1973 con 176 muertos. El accidente ocurrió el mismo día que el accidente del vuelo 571 de la Fuerza Aérea Uruguaya.

## Accidente
Poco antes del aterrizaje previsto, el avión volaba a una altitud de 1200 m y recibió las instrucciones del ATC para descender a 400 m. La tripulación confirmó y comenzó a descender, pero luego no hubo acción para volver al vuelo horizontal. El avión pasó la marca de 400 m con una velocidad vertical de 20 m/s, no se esperaba un informe al ATC y los motores aún funcionaban a baja potencia. Se estrelló poco después, con el tren de aterrizaje levantado, los espóileres retraídos y la velocidad horizontal de unos 620 km/h.

## Investigación
No se pudo determinar la causa del accidente. Los investigadores creían que la causa más probable era la "incapacitación psicofisiológica de la tripulación por razones desconocidas". En algún lugar a 500 - 600 m. elevación, 30 - 25 segundos antes del impacto, los pilotos han quedado incapacitados o han perdido el control del avión.